# Selig Polyscope Company
Selig Polyscope Company foi um estúdio cinematográfico estadunidense fundado em 1896 pelo Coronel William Nicholas Selig, em Chicago, Illinois, especializado na produção e distribuição de filmes.
A Selig esteve envolvida na produção de mais de 2 mil, e na distribuição de mais de 600 filmes, e se notabilizou por ter estabelecido na Califórnia o primeiro estúdio de cinema permanente, em Edendale, Los Angeles. Suas estrelas principais foram Tom Mix, Harold Lloyd, Colleen Moore e Roscoe "Fatty" Arbuckle. A Selig Polyscope Company encerrou suas atividades em 1918, embora William Selig tenha continuado a se envolver em várias atividades cinematográfica até os anos 1930.

## Histórico

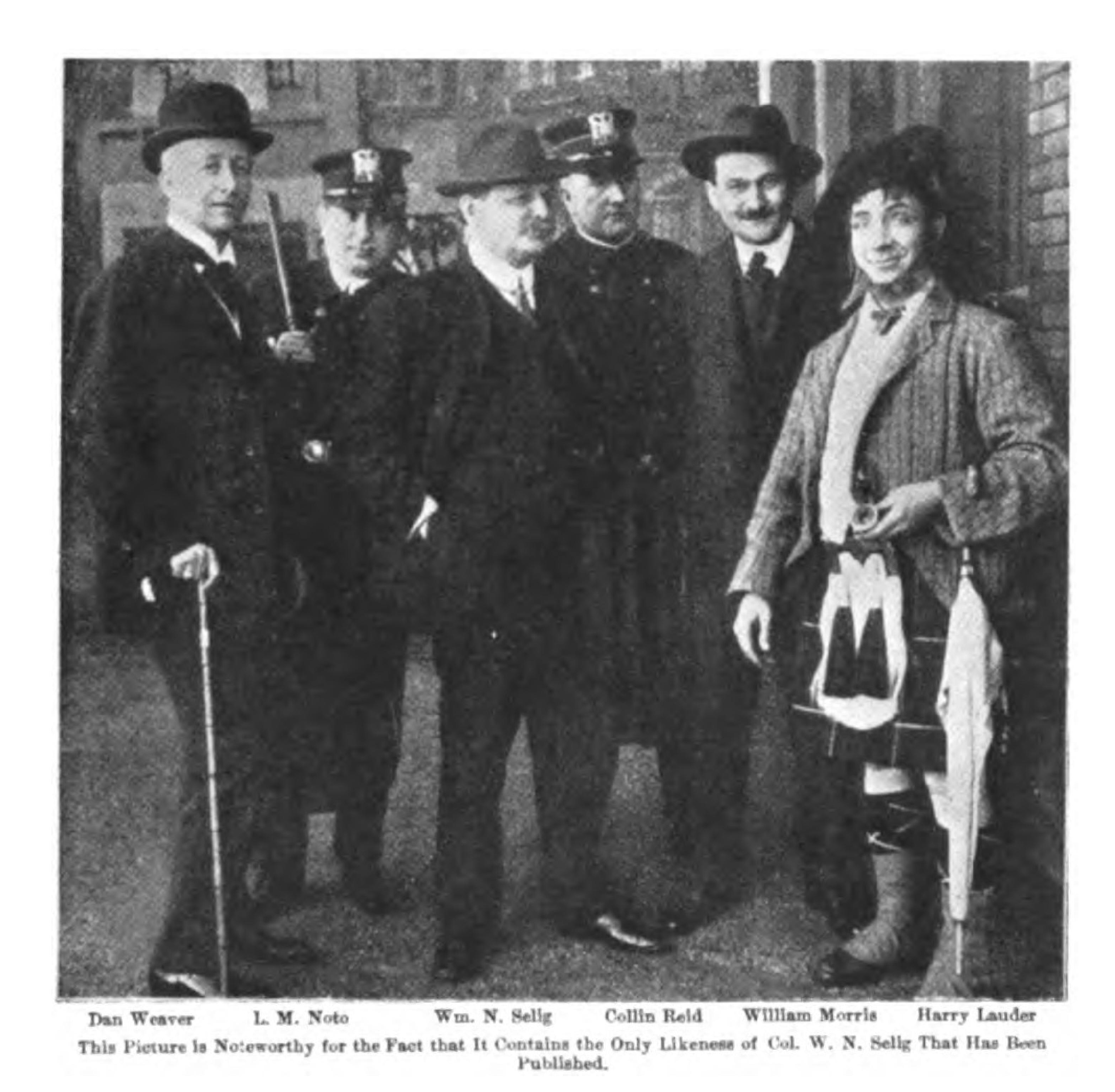
Selig (centro), o fundador do Selig Polyscope Company

O Coronel William N. Selig, de Chicago, era um antigo tapeceiro, ex-mágico itinerante e  empresário de shows, quando inventou uma câmera-projetor chamada Polyscope. Ele tentou entrar no negócio cinematográfico usando seu próprio equipamento fotográfico, para se ver livre das restrições de patentes impostas por meio de sociedades controladas por Thomas Edison. A empresa, formada em Chicago em 1896, foi primeiramente denominada Mutoscope & Film Co. e, seis meses depois, Selig Polyscope Company.
Em 1896, com a ajuda da Union Metal Works e de Andrew Schustek, produziu seu primeiro filme, Tramp and the Dog. Seus estúdios passaram a realizar filmes de atualidades, comédias pastelão, travelogues e filmes industriais (um de seus clientes foi o frigorífico Armour and Company) e, em 1904, Selig produziu o que ele chamou de  “realmente seu primeiro filme”, a comédia Humpty Dumpty.
Em 1908 a Selig Polyscope envolveu-se na produção de The Fairylogue and Radio-Plays, que era uma tentativa inicial de trazer para a mídia os livros de L. Frank Baum, os Oz Books, para a tela de cinema, num alcance maior do público, em uma mistura de atores ao vivo, pinturas à mão, lanternas mágicas e filmes (que acabaram sendo um desastre financeiro para Baum). A produção foi da The Radio Play Company of America, e a distribuição da Selig.
A Selig é considerada a primeira grande companhia a rodar um filme em locação na área de Los Angeles (onde depois voltou para abrir um estúdio em Edendale), pois em 1908, enviou o ex-diretor de teatro Francis Boggs para a Califórnia com sua equipe, filmando algumas cenas de exteriores para The Count of Monte Cristo. A companhia produziu o primeiro filme comercial de duas bobinas, Damon and Pythias, com bastante sucesso, distribuindo sua produção na Grã-Bretanha e mantendo um escritório em Londres por vários anos antes da Primeira Guerra Mundial.

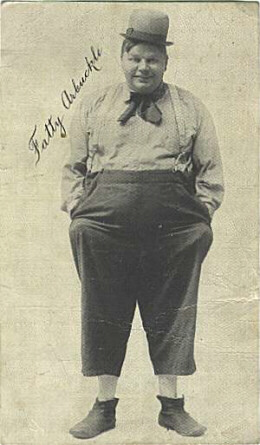
Roscoe "Fatty" Arbuckle, comediante da Selig.

Em 1909, a Selig tinha estúdios produzindo curta-metragens em Chicago e em Edendale, Los Angeles, além de distribuir seus filmes e títulos de outros estúdios. Naquele ano, Roscoe Arbuckle estrelaria seu primeiro filme, uma comédia curta de Selig.
O início da companhia foi marcado, porém, por confusões jurídicas e disputas com os advogados que representavam os interesses de Thomas Edison. Mediante a pressão dos estúidos de Edison, a Selig acabou fazendo parte da Motion Picture Patents Company, ou MPPC, liderada pelo Edison Studios em dezembro de 1908, na tentativa de controlar a indústria e se fechou a pequenos produtores. O "Edison Trust”, como foi denominado, foi feito pelo Edison Studios, Selig Polyscope Company, Biograph Company, Essanay Studios, Kalem Company, Kleine Optical Company, Lubin Manufacturing Company, Georges Méliès, Pathé e Vitagraph Studios, e a distribuição foi dominada pela General Film Company. Formou-se um pool de 16 patentes, que cobriam tanto filmes, quanto câmeras e projetores cinematográficos, "estabelecendo o pagamento de royalties em troca de licenças para o uso destas patentes". Alguns pequenos produtores continuaram sua produção independente. A “Motion Picture Patents Co.” e a “General Film Co.” foram consideradas culpadas de violação da “antitrust law” dos Estados Unidos em outubro de 1915 e foram dissolvidas.
Em 1910, a Selig Polyscope produziu uma versão filmada inteiramente nova de The Wonderful Wizard of Oz. Embora a Selig Polyscope tenha produzido uma grande variedade de filmes, ficou mais conhecida, porém, por seus curta-metragens de animais selvagens, temas históricos e primeiros Westerns. Seus Westerns, em particular os de Tom Mix, assim como os filmes de caçada, pois Selig pretendia reconstruir nos estúdios as caçadas do Presidente Theodore Roosevelt na África foram a especialidade do estúdio. Em 1909, a Selig produziu, no seu estúdio em Chicago, Hunting Big Game in África, que recriava a recente expedição de caça de Theodore Roosevelt, obtendo um grande sucesso.
Em 1913, através de uma parceria colaborativa com o Chicago Tribune, a Selig produziu The Adventures of Kathlyn, introduzindo um dispositivo dramático de trama de seriados, que veio a ser conhecido como cliffhanger. Cada capítulo foi publicado simultaneamente no jornal. Uma combinação de animais selvagens, ação dramática inteligente e a presença de Kathlyn Williams resultou em um sucesso significativo. A circulação do jornal teria aumentado em 10% e ambos, uma dança e um cocktail, foram nomeados de “Williams”, cuja semelhança declaradamente foi vendida em mais de 50.000 cartões-postais.
Em 1914, fez 14 curta-metragens experimentais “falados” com o ator escocês Harry Lauder.
A Selig Polyscope Company cessou sua produção por volta de 1918, apesar de eventualmente produzir como uma companhia independente através dos anos 1930.
Dois cineastas de Dallas restabeleceram a empresa em março de 2012.

## Estúdios
Os escritórios da Selig eram em Chicago, e os estúdios foram tanto em Chicago (inicialmente, até 1909) quanto em Edendale (Califórnia), por volta de 1911, onde foram filmados os westerns de Tom Mix. Atraídos pelo clima ameno e seco do Sul da Califórnia, com uma geografia bastante variada para filmagens e com o distanciamento dos representantes legais de Edison na costa leste, Selig montou seu estúdio em Edendale, Los Angeles, Califórnia em 1909, com o diretor Francis Boggs, que começou a instalação em um bangalô alugado e expandiu rapidamente, projetando a entrada dos estúdios após a Missão San Gabriel.
Uma produção inicial de lá foi The Count of Monte Cristo, em 1908. Edendale, logo, tornou-se sede da Selig Polyscope, mas em 1911 Boggs foi assassinado por um jardineiro, que também feriu Selig. A companhia produziu centenas de curta-metragens em Edendale, incluindo muitos westerns iniciais de Tom Mix (que também foram filmados em Las Vegas, Novo México).

## Diretores e atores
Diretores que trabalharam na Selig Polyscope: Colin Campbell, Tom Mix, Lawrence Marston, Thomas Santschi, George Nicholls, Lloyd Carleton, Marshall Neilan, Jack Le Saint e Frank Beal.
Intérpretes da Selig: Kathlyn Williams, Thomas Santschi, Tom Mix, Wheeler Oakman, Charles Clary, Hobart Bosworth, Betty Harte, William V. Mong, Al Garcia, Herbert Rawlinson, Bessie Eyton, Nick Cogley, Baby Lilian Wade, Myrtle Stedman, Eugenie Besserer, Harold Lockwood, Harold Lloyd, Colleen Moore e Roscoe "Fatty" Arbuckle.

## Zoológico

Este é Jackie, um dos leões da MGM, que viveu no Selig zoo

Em 1911, foi inaugurado o Selig Jungle Zoo, em Los Angeles, tornando-se a maior coleção de animais selvagens do mundo. A Selig havia reunido uma grande coleção de animais para seus filmes e gastou fundos substanciais, adquirindo e desenvolvendo em Lincoln Heights, Los Angeles, Califórnia, o grande zoológico público.
Em 1917, a Selig vendeu as instalações em Edendale para o produtor William Fox, e mudou seu estúdio de filmagens para o zoo no leste de Los Angeles. Enquanto isso, a Primeira Guerra Mundial cortou severamente as receitas substanciais que a Selig Polyscope ganhara na Europa, e a empresa rejeitou as tendências da indústria de filmes da época, que se fixara em filmes longa-metragens dramáticos (mais caros). A Selig Polyscope encerrou, assim, suas operações em 1918.
Muitos estúdios de cinema alugaram animais e filmaram no zoológico Selig (às vezes alegando que a filmagem teria sido na África). O primeiro filme de Tarzan, em 1918, foi feito lá. Em 1920, Louis B. Mayer alugou seu primeiro espaço de estúdio no local.
A Selig planejara para que o zoológico se tornasse uma grande atração turística, com parque de diversões e um resort denominado Selig Zoo Park, com roda-gigantes, carrosséis, uma piscina enorme com uma praia de areia e uma onda feita mecanicamente, além de hotel, teatro, cinema, restaurantes e milhares de visitantes diários (mais de 30 anos antes da Disneylândia). Apenas um único carrossel, porém, foi construído. A extensa coleção de mobiliário e adereços da Selig Polyscope foi leiloada em 1923.
Selig finalmente vendeu o zoológico após uma inundação, durante a Grande Depressão. Alguns dos animais foram doados para o Condado de Los Angeles, formando uma adição substancial para o Griffith Park Zoo. A propriedade foi usada como uma pista de corrida durante a década de 1940 e início dos anos 1950. Em 1955, o local foi descrito como um “parque de diversões inativo”.
Ao longo de sua história, nomes que apareceram sobre o portão do zoológico incluíram:
Selig Zoo and Studio
Selig Zoo
Selig Jungle Zoo
Luna Park Zoo
California Zoological Gardens
Zoopark
Lincoln Amusement Park
O carrossel sobreviveu no local até 1976, quando foi destruído pelo fogo. O antigo portão arqueado do zoológico, com as suas esculturas de animais, foi um marco desintegrando-se em Lincoln Heights por muitas décadas. Em 2003, as esculturas foram supostamente restauradas para instalação no Zoológico de Los Angeles e, em 2007, quadras de tênis foram instaladas no local.

## Distribuição de filmes
A produção da Selig era distribuída pela própria Companhia até abril de 1910, quando foi forçada a distribuir através da The General Film Company, Incorporated (até abril de 1914). Em 1915, juntamente com a Vitagraph Studios, Lubin Manufacturing Company e Essanay Studios, a Selig formou a V-L-S-E, formando uma parceria de distribuição de filmes, e em 1916, ao lado do Edison Studios, Essanay Studios e Kleine Optical Company, foi formado o grupo distribuidor K-E-S-E. Em 1920, a distribuição passou a ser pela Warner Brothers Pictures, Incorporated.

## Filmes perdidos
O potencial de filmes como recurso de longo prazo era desconhecido para os executivos do início da indústria do cinema. Filmes foram feitos rapidamente, distribuídos e principalmente esquecidos logo após suas primeiras execuções. Filmagens sobreviventes foram armazenadas ao acaso, em sua totalidade. Estoques de filmes de nitrato eram quimicamente voláteis e, muitas cópias foram perdidas em incêndios ou decompostas em armazenamentos. Alguns foram reciclados devido ao seu conteúdo de prata, ou simplesmente jogados fora para economizar espaço.

## Filmografia seleta
| - The Tramp and the Dog, 1896 - Soldiers at Play, 1898 - Chicago Police Parade, 1901 - Dewey Parade, 1901 - Gans-McGovern Fight, 1901 - A Hot Time on a Bathing Beach, 1903 - Business Rivalry, 1903 - Chicago Fire Run, 1903 - Chicago Firecats on Parade, 1903 - The Girl in Blue, 1903 - Trip Around The Union Loop, 1903 - View of State Street, 1903 - Humpty Dumpty, 1904 - The Tramp Dog, 1904 - The Grafter, 1907 - The Count of Monte Cristo, 1908 - Damon and Pythias, 1908 - The Fairylogue and Radio-Plays, 1908 - Hunting Big Game in Africa, 1909 | - The Wonderful Wizard of Oz, 1910 (survives) - Lost in the Arctic, 1911 - Life on the Border, 1911 (sobreviveu parcialmente; in: Abbot) - The Coming of Columbus, 1911 - Brotherhood of Man, 1912 - Kings Forest, 1912 - War Time Romance, 1912 - The Adventures of Kathlyn 1913 - Arabia, the Equine Detective, 1913 - The Sheriff of Yavapai County, 1913 - The Spoilers, 1914 - A Black Sheep, 1915 - The Crisis, 1915 - House of a Thousand Candles, 1915 - The Man from Texas, 1915 - The Garden of Allah, 1916 - The City of Purple Dreams, 1918 - Little Orphant Annie, 1918 - The Lost City, seriado, 1920 |